# ويلينغتون هاي
ويلينغتون هاي هو سياسي كندي، ولد في 17 نوفمبر 1864 في كندا، وتوفي في 1 أبريل 1932 في ستراتفورد في كندا. حزبياً، نشط في الحزب الليبرالي الكندي. وقد انتخب عضو برلمان مقاطعة أونتاريو عن دائرة Perth North (provincial electoral district) ‏ (1916 – 1923) وانتخب عضو مجلس العموم الكندي.